# Odmieniec amerykański
Odmieniec amerykański (Necturus maculosus) – gatunek płaza ogoniastego z rodziny odmieńcowatych (Proteidae). Występuje w Ameryce Północnej: na wschodzie i północy Stanów Zjednoczonych (na południe po stan Missouri, północną Alabamę i północną Georgię) oraz w południowej Kanadzie – południowa Manitoba, południowe Ontario i południowy Quebec aż po estuarium Rzeki Świętego Wawrzyńca.
Średnie wymiary
- Długość ciała – 30–40 cm, rzadko 50 cm
- Długość ogona – 1/3–1/2 długości ciała

Rozmnażanie
- Dojrzałość płciowa: 5–7 rok życia
- Okres rozmnażania: Jesień lub wczesna wiosna
- Liczba jaj: 30–200, wyjątkowo 18–880
- Okres rozwoju: 38–63 dni, zależnie od temperatury

Tryb życia
- Zwyczaje: Aktywny w nocy, przebywa najczęściej w jednym miejscu
- Pożywienie: Małe rybki, ikra, kijanki, owady i bezkręgowce
- Długość życia: do 20 lat